# Neovison
Genre
Neovison était un genre de Carnivores de la famille des Mustélidés qui comprenait deux espèces, dont l'une éteinte au XIXe siècle. Elles sont appelées des visons comme quelques autres espèces classées dans le genre Mustela.
Ce genre a été décrit pour la première fois en 1997 par les zoologistes russes Alexei V. Abramov et Gennady F. Baryshnikov. 
Suite à des études génétique récentes, le genre Neovison a été englobé avec d’autres espèces de mustélidés américains, sous le nom de Neogale.  

## Liste d'espèces
Selon Mammal Species of the World (version 3, 2005)  (13 juin 2013), ITIS (13 juin 2013) et Catalogue of Life (13 juin 2013) :
- † Neovison macrodon (Prentis, 1903) - Vison de mer[4],[5]
- Neovison vison (Schreber, 1777) - Vison d'Amérique[4]